# Parafia św. Stanisława Biskupa i Męczennika w Bukowie
Parafia św. Stanisława Biskupa i Męczennika w Bukowie znajduje się w dekanacie żarowskim w diecezji świdnickiej. Była erygowana 4 sierpnia 1968 r. przez arcybiskupa Bolesława Kominka. Jej proboszczem jest ksiądz kanonik Mariusz Walas.

## Proboszczowie parafii
| imię i nazwisko           | zdjęcie | lata urzędowania |
| ------------------------- | ------- | ---------------- |
| ks. Jan Józef Sycz        |         | 1968 - 2002      |
| ks. Andrzej Strojniak     |         | 2001 - 2011      |
| ks. kanonik Mariusz Walas |         | od 2012          |

## Kościoły
Parafialny:
- Kościół św. Stanisława Biskupa i Męczennika w Bukowie

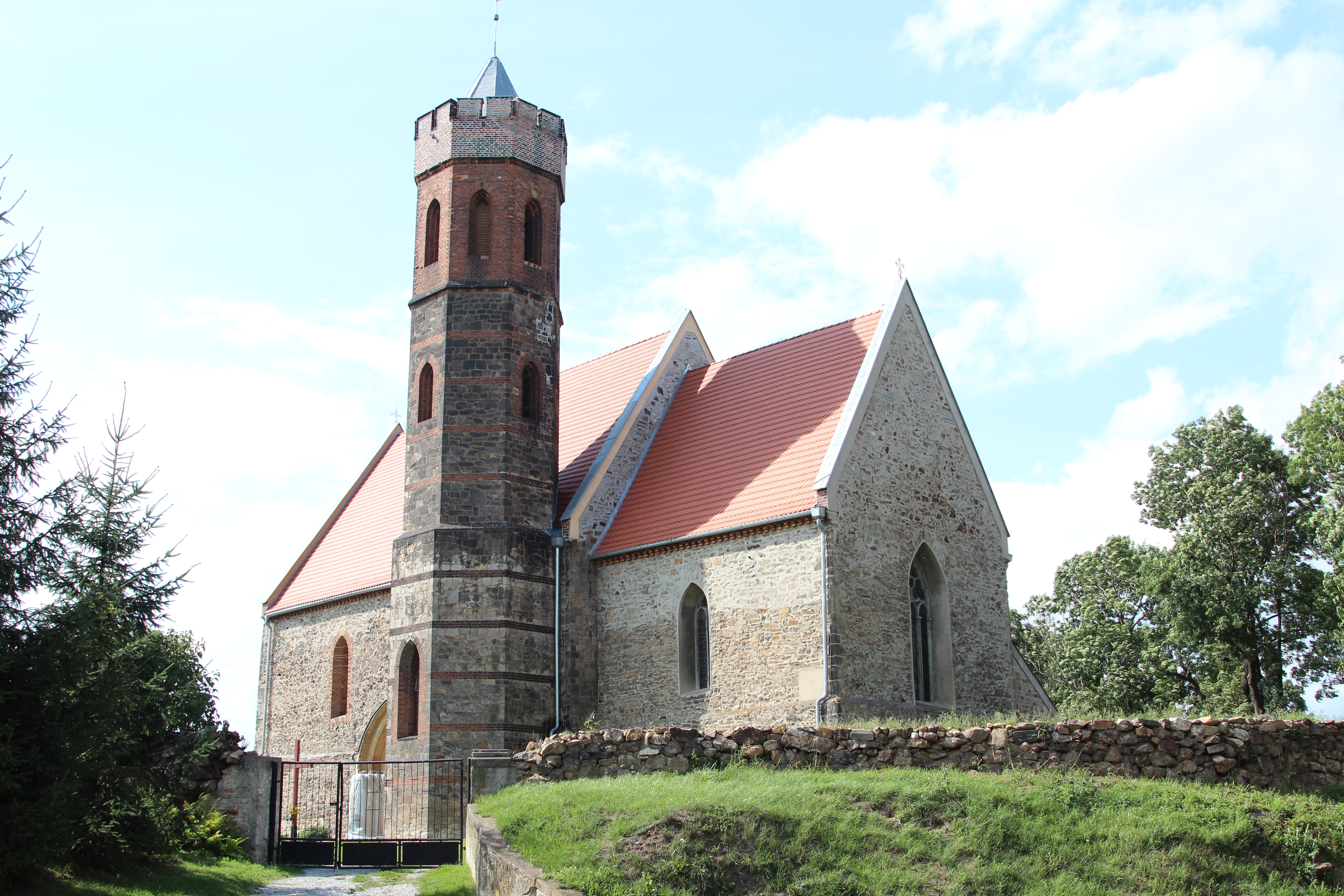
Kościół św. Józefa w Pożarzysku

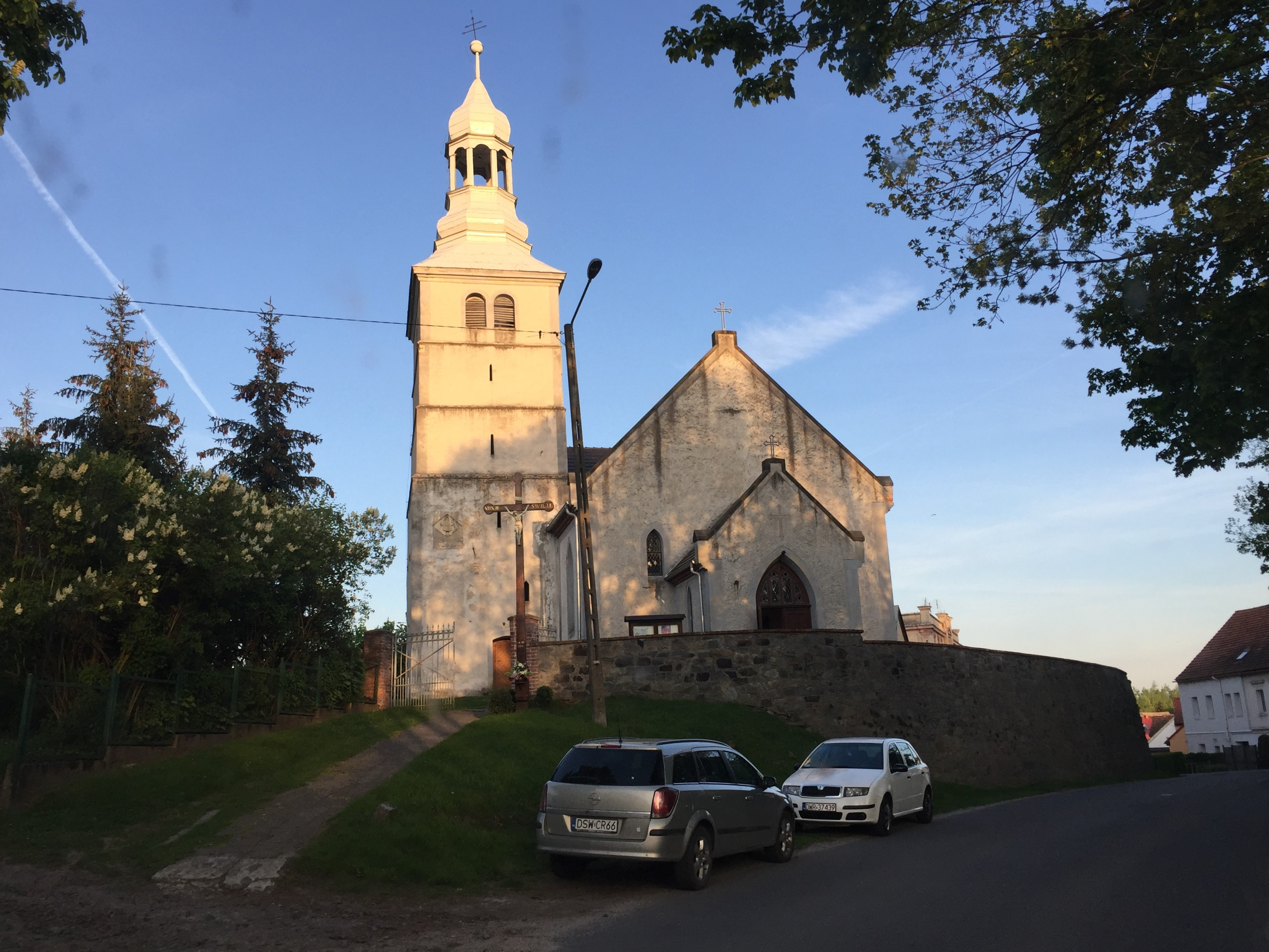
Kościół filialny św. Anny w Domanicach

Filialne:
- Kościół św. Anny w Domanicach
- Kościół św. Józefa w Pożarzysku

## Misje Święte
- 15-23 XII 1973r.
- 01-08 V 2011r.